# 高揚〜ベスト・オブ・ヘヴン17
『高揚〜ベスト・オブ・ヘヴン17』（Higher and Higher: The Best of Heaven 17）は、ヘヴン17が1993年にリリースしたベスト・アルバム。発売元はヴァージン・レコード。
「テンプテーション」のヒットから10年を記念して企画された。「テンプテーション」と「ファシスト・グルーヴ・サング」はニュー・リミックスとオリジナル両方を収録。

## 収録曲
| #   | タイトル                                                   | 作詞 | 作曲・編曲 |
| --- | ---------------------------------------------------------- | ---- | ---------- |
| 1.  | 「テンプテーション（ブラザーズ・イン・リズム・ミックス）」 |      |            |
| 2.  | 「ファシスト・グルーヴ・サング（ラピノ・エディット）」     |      |            |
| 3.  | 「レット・ミー・ゴー」                                     |      |            |
| 4.  | 「カム・リヴ・ウィズ・ミー」                               |      |            |
| 5.  | 「ジス・イズ・マイン」                                     |      |            |
| 6.  | 「アイム・ユア・マネー」                                   |      |            |
| 7.  | 「プレイ・トゥ・ウィン」                                   |      |            |
| 8.  | 「アンド・ザッツ・ノー・ライ」                             |      |            |
| 9.  | 「コンテンダーズ」                                         |      |            |
| 10. | 「ウィ・リヴ・ソー・ファスト」                             |      |            |
| 11. | 「サンセット」                                             |      |            |
| 12. | 「トラブル・ナウ」                                         |      |            |
| 13. | 「ハイト・オブ・ザ・ファイティング」                       |      |            |
| 14. | 「ペントハウス・アンド・ぺイベント」                       |      |            |
| 15. | 「ホィールズ・オブ・インダストリー」                       |      |            |
| 16. | 「ファシスト・グルーヴ・サング」                           |      |            |
| 17. | 「テンプテーション」                                       |      |            |

## チャート成績
| チャート（1993年）               | 最高順位 |
| -------------------------------- | -------- |
| イギリス（全英アルバムチャート） | 31       |